# 新屋城
新屋城（あらやじょう）は、青森県平川市新屋にあった日本の城（平山城）。

## 概要
新屋城は、周辺の城郭同様、集落のほぼ全体が城跡である。戦国時代には、大光寺城の支城の一つであった。城は本郭（大館）と外郭（小館、東館、西舘、町屋敷）で構成されている。郭同士が引座川で区切られ、その堀を上り下りしなければならず、その城跡に位置する新屋集落は、津軽平野に位置するにも拘らず、坂が多いことで有名である。新屋四十八坂と呼ばれ、民謡にも唄われた。共同墓地の一角の寺館には、かつて寺（金谷寺、永泉寺?）があったといわれる。城跡西南の、広船川沿いの林檎園に、城主の墓と伝わる五輪塔がある。
城跡は、東西1キロメートル、南北300メートル程の広さである。北方上流に十津川、金井川、下流に引座川があり、幅10メートルから30メートル、切岸が5メートルから10メートルの巨大な外堀となっている。東方にあった結名川は、水田整備で姿を消した。南方には幅20メートルから30メートル、切岸3メートルから5メートルの堀があり、西方には、幅20メートルから30メートル、深さ5メートルから10メートルの広船川が引座川に合流する。西端の郭と本郭間の堀は、幅10メートルから15メートル、深さ5メートルから1メートルである。

## 歴史
築城年は不明。鎌倉時代に新屋氏によって築城された。新屋氏は清和源氏南部氏流七戸氏の庶流である。
戦国時代の城主は、新屋源次郎であり、1900石の領主であった。大光寺城南部氏の支配下にあった。隣村の尾崎村にある尾崎城主の尾崎氏と同盟を結んでいた。藩史によると天正4年（1576年）、もしくは天正2年（1574年『一統志』）、天正11年（1583年『津軽年代記』）に尾崎城主・尾崎喜蔵と共に大浦為信家臣となった。一説には、大光寺城主滝本重行の攻撃により、新屋城が落城し、浪岡城に逃れた後、津軽家家臣となったという。
新屋城には、落城後も弘前城完成までは代官所が置かれていた。
津軽家家臣となった新屋氏は津軽為信より、100石を与えられ弘前藩士となった。新屋源次郎より13代目の新屋茂樹は、近衛文麿の秘書を務め、茂樹の死後、新屋家より新屋八幡宮（新屋城跡に所在する）に甲冑、太刀、陣羽織、陣笠などが奉納されている。これらの武具は「新屋家伝来の武具」として、2006年（平成19年）1月1日に平川市指定有形文化財に指定された。